# Rio Ciurgău (Slătioara)
O Rio Ciurgău é um rio da Romênia, afluente do Slătioara, localizado no distrito de Suceava.